# William Dickey
William Dickey (n. 20 octombrie 1874, New York City, New York, SUA – d. 13 mai 1944, Saint Petersburg, Florida, SUA) a fost un săritor în apă ce a reprezentat Statele Unite ale Americii, medaliat olimpic. A participat la o ediție a Jocurilor Olimpice (1904) în care a câștigat o medalie de aur.

## Participări
Lista de mai jos prezintă principalele competiții la care a participat William Dickey de-a lungul carierei.
- swimming at the 1904 Summer Olympics – plunge for distance[*]